# Лозовский кузнечно-механический завод
Лозовской кузнечно-механический завод (укр. Лозівський ковальсько-механічний завод) — крупнейшее кузнечно-штамповочное предприятие Украины и СНГ.
Завод является градообразующим предприятием города Лозовая Харьковской области, котельная ЛКМЗ обеспечивает теплоснабжение для 80 % территории города.
ЛКМЗ занимает территорию в 111 га, на предприятии работает около 1300 человек.

## История

### 1966—1991
Завод был построен в 1966 году по проекту проектного института "Гипротракторосельхозмаш" для обеспечения горячештампованными заготовками харьковской группы предприятий сельскохозяйственного машиностроения. Место размещения производства определялось наличием крупного железнодорожного узла и близостью металлургических комбинатов Восточной Украины.
В середине 1970-х — первой половине 1980-х годов предприятие было расширено.
В начале 1974 года была введена в эксплуатацию первая полностью механизированная линия штамповки коленчатых валов, в том же году создан энергоремонтный цех.
В 1979 году введен в эксплуатацию прессовый цех, а год спустя — цех кареток.
В 1982 созданы механосборочный цех и цех по производству товаров народного потребления.По состоянию на 01.10.2017 года производство товаров народного потребления полностью уничтожено.

### После 1991

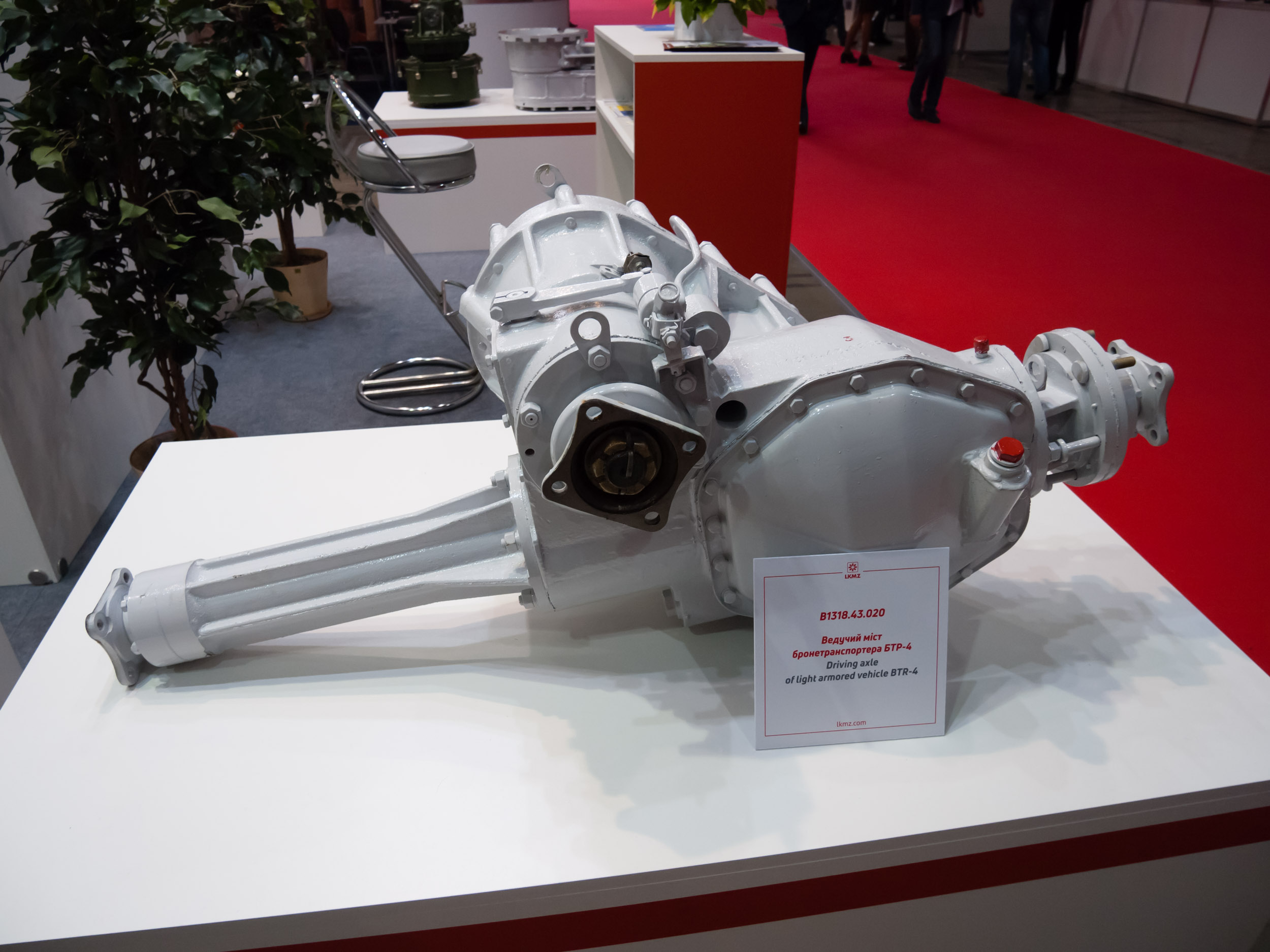
Мост для БТР-4 от ЛКМЗ на выставке «Зброя та безпека-2018»

В 1990-е годы в условиях сокращения государственного заказа завод освоил новые направления деятельности, расширяя номенклатуру выпускаемых изделий.
В феврале 1992 года Кабинет Министров Украины поручил заводу освоить выпуск штампованных деталей для бытовых газовых плит и корпуса ведущего моста для троллейбусов модели ПТЗ-ТИ.
В 1995 году в соответствии с распоряжением Кабинета Министров Украины завод освоил производство мостов для автобусов ЛАЗ.
Также в мае 1995 года Кабинет Министров Украины включил ЛКМЗ в перечень предприятий, подлежащих обязательной приватизации в течение 1995 года. В результате, государственное предприятие было преобразовано в открытое акционерное общество.
28 октября 1997 Кабинет Министров Украины закрепил 26 % акций ЛКМЗ в государственной собственности сроком на пять лет. После создания в октябре 1997 года лизинговой компании "Украгромашинвест", в марте 1998 года пакет из 26% акций завода был передан в ведение компании. После окончания действия этого постановления, в 2002 году ЛКМЗ вошёл в Индустриальную группу УПЭК.
В 1999 году завод освоил производство сельхозинструмента — весной 1999 года была изготовлена и передана на испытания первая модель: борона пружинная широкозахватная гидрофицированная ЗПГ-24 «Лира-24».
2004 год ЛКМЗ закончил с убытком 6,794 млн гривен, однако в 2005 году увеличил объёмы производства на 38 %, завершив 2005 год с чистой прибылью в размере 5,13 млн гривен.
В октябре 2005 года завод был сертифицирован по международному стандарту качества ISO 9001:2000. Предприятие проходит подготовку к проведению сертификации по стандарту ISO/TS 16949.
В июне 2006 года УПЭК начала программу снижения энергопотребления и повышения энергоэффективности производства на ЛКМЗ, которая включала в себя работы по реконструкции системы теплоснабжения и утеплению конструкций зданий, замену осветительных приборов на более эффективные, внедрение автоматического учёта расхода энергетических ресурсов и модернизацию производства (внедрение систем плавного пуска электромоторов технологического оборудования мощностью свыше 30 кВт, оптимизация работы оборотных систем, частичный перевод технологического оборудования ЛКМЗ с газопламенного нагрева заготовок на электроиндукционное).
В сентябре 2006 года ЛКМЗ получил статус одобренного поставщика комплектующих деталей для шведского концерна SKF (мирового лидера в производстве подшипников), став единственным предприятием на Украине, получившим такой статус.
В ходе обновления производственных мощностей, в ноябре 2006 года завод закупил для одного из цехов компрессорное оборудование фирмы «Ингельсон Ренд» (США) стоимостью 0,5 млн евро. В конце декабря 2006 года завод ввёл в эксплуатацию машину воздушно-плазменной резки металла «Харьков П» с числовым программным управлением.
По итогам 2006 года чистый доход ЛКМЗ увеличился на 14,4 % в сравнении с 2005 годом, до 186 млн гривен (хотя чистая прибыль предприятия уменьшилась до 3,2 млн гривен. 2007 год ЛКМЗ завершил с прибылью в размере 11,553 млн гривен.
В 2008—2010 гг. на ЛКМЗ (как и на остальных предприятиях индустриальной группы УПЭК) была внедрена комплексная система автоматизации конструкторско-технологической подготовки и компьютерного сопровождения машиностроительного производства.
К началу июня 2008 года ЛКМЗ восстановил имевшиеся в советское время возможности по производству корпусов для легкобронированной техники, став единственным предприятием на территории Украины, владеющим технологией создания тонкостенных броневых листов.
В целом в первой половине 2008 года ЛКМЗ увеличил объёмы производства, однако начавшийся в 2008 году экономический кризис осложнил положение завода. 1 декабря 2008 завод приостановил производство и приступил к реорганизации персонала с его частичным сокращением. В первом полугодии 2009 года объёмы производства и прибыль ЛКМЗ существенно сократились, в результате 2009 год завод закончил с убытком в размере 31,1 млн гривен. Всего до конца 2009 года было уволено около 800 работников завода.
С 1 апреля 2010 завод восстановил полноценную работу. Весной 2010 года ЛКМЗ освоил производство корпусов и мостов для бронетранспортёра БТР-4.
По итогам 2010 года чистый доход ЛКМЗ возрос более чем в 4 раза по сравнению с 2009 годом и составил 466,693 млн грн. Финансовый результат составил 25,488 млн грн. прибыли по сравнению с 31,057 млн грн. убытка в 2009 году.
В 2011 году завод произвёл реконструкцию двух нагревательных полуметодических печей в кузнечном цехе № 2. Установка новых регенеративных горелок производства НПО «Теплоприбор» позволила уменьшить расход природного газа.
В сентябре 2013 года ЛКМЗ завершил разработку и освоил выпуск новой дисковой бороны «Дукат-16».
В октябре 2014 года завод был вновь привлечён к выполнению военного заказа для вооружённых сил Украины, получив заказ на изготовление раздаточных коробок для БТР-4Е. В конце апреля 2015 года завод изготовил первую раздаточную коробку, которая была передана на испытания. В интервью журналистам директор завода В. Черномаз сообщил, что выпуск продукции военного назначения на ЛКМЗ будет продолжен и увеличен.
В апреле 2015 года ЛКМЗ ввёл идентификационную маркировку своей продукции (маркировка представляет собой товарный знак ЛКМЗ).
24 июня 2015 в Харьковской области был создан инновационно-образовательный кластер «Агротехника», в состав которого были включены предприятия-производители сельскохозяйственной техники (в том числе ЛКМЗ).
В первом полугодии 2015 года общая стоимость выпущенной продукции ЛКМЗ составила 400 млн гривен, объёмы производства увеличились, несмотря на сокращение количества рабочих, часть которых была мобилизована.
В сентябре 2015 специалисты конструкторского бюро ЛКМЗ разработали «приспособление для кантовки корпуса на 180° изделий БТР-4 при установке противоминной защиты».
В марте 2016 года стало известно о производстве на ЛКМЗ корпусов БТР-3, в октябре 2018 года ЛКМЗ освоил выпуск бронекорпусов БТР-4 из стали марки "71". До ноября 2018 года ЛКМЗ являлся единственным предприятием, производившим бронекорпуса БТР-3 и БТР-4.
На момент распада СССР численность работающих на заводе составляла 16 500 человек. Осенью 2017 года общая численность работающих составляла 1 300 человек.

## Деятельность

### Специализация
ЛКМЗ является лидером в производстве элементов трансмиссий и шасси для тракторов, дорожно-строительной техники, производит мосты для автобусов, детали и узлы для тракторной техники, детали для подвижного состава железных дорог, почвообрабатывающую технику для использования в энергосберегающих технологиях.
В частности, занимает свыше 80 % рынка СНГ по изготовлению мостов для автодорожной техники грузоподъемностью до 3,5 тонн.
Завод также специализируется на массовом крупносерийном производстве поковок 300 различных наименований; установленная мощность — до 180 тыс. т поковок в год.
Основные потребители поковок — предприятия тракторного, автомобильного, сельскохозяйственного машиностроения и железнодорожного транспорта.
Сегодня ЛКМЗ — единственное предприятие на территории Украины, изготавливающее широкий ассортимент штамповок для моторостроения — поковки коленчатых валов, осуществляет сборку ведущих мостов для дорожно-строительных машин, тракторов Т-150 и его модификаций, запчасти к ним, а также главные и карданные передачи, каретки ходовой системы, навесные и тягово-сцепные устройства и т. д.
Часть номенклатуры продукции завода является уникальной и не производится ни на одном предприятии Украины.

### Технологии и качество
Использование уникальных технологий позволяет изготавливать поковки сложной формы и повышенной точности при высоком коэффициенте использования металла, такие как:
- горячее выдавливание поковок типа полых и сплошных цапф и ступиц с фланцем;
- штамповка коленчатых валов с последующей раскруткой шатунных шеек;
- поперечно-клиновая прокатка сплошных и полых поковок типа ступенчатых валов и валов шестерен;
- раскатка кольцевых профильных поковок из штампованных заготовок.

### Разработка и совершенствование продуктов
Разработкой новых продуктов для ЛКМЗ занимается Инженерный центр Украинское конструкторское бюро трансмиссий и шасси (УКБТШ).